# Lista de condados do Império do Brasil
Esta é uma lista de condados do Império do Brasil.
| Título                            | Data de criação         | Titulares                                            | Topônimo associado                                                    | Brasão |
| Condessa do Andaraí               | 31 de outubro de 1889   | Maria Cândida Rook                                   | Morro do Andaraí (Rio de Janeiro)                                     |        |
| Conde de Araruama                 | 24 de março de 1888     | Bento Carneiro da Silva                              | Araruama (Rio de Janeiro)                                             |        |
| Conde de Baependi                 | 2 de dezembro de 1825   | Brás Carneiro Nogueira da Costa e Gama               | Baependi (Minas Gerais)                                               |        |
| Condessa de Belmonte              | 5 de maio de 1844       | Mariana Carlota de Verna Magalhães Coutinho          | Belmonte (Bahia)                                                      |        |
| Conde da Boa Vista                | 28 de agosto de 1866    | Francisco do Rego Barros                             | Boa Vista (bairro de Recife)                                          |        |
| Conde do Bonfim                   | 19 de dezembro de 1866  | José Francisco de Mesquita                           | Bonfim (Bahia)                                                        |        |
| Conde de Carapebus                | 6 de abril de 1867      | Antônio Dias Coelho Neto dos Reis                    | Carapebus (Rio de Janeiro)                                            |        |
| Conde de Caxias                   | 25 de março de 1845     | Luís Alves de Lima e Silva                           | Caxias (Maranhão)                                                     |        |
| Conde de Conceição                | 7 de março de 1868      | D. Antônio Ferreira Viçoso                           |                                                                       |        |
| Conde de Dinis Cordeiro           |                         | Lopo Dinis Cordeiro                                  | antroponímico                                                         |        |
| Conde de Figueiredo               | 31 de outubro de 1889   | Francisco de Figueiredo                              | antroponímico                                                         |        |
| Conde de Iguaçu                   | 2 de dezembro de 1840   | Pedro Caldeira Brant                                 | Iguaçu (Rio de Janeiro)                                               |        |
| Conde de Ipanema                  | 20 de fevereiro de 1868 | José Antônio Moreira                                 | Iperó (São Paulo)                                                     |        |
| Conde de Irajá                    | 25 de março de 1845     | Manuel do Monte Rodrigues de Araújo                  | Irajá (Rio de Janeiro)                                                |        |
| Conde de Itaguaí                  |                         | Antônio Dias Pavão                                   | Itaguaí (Rio de Janeiro)                                              |        |
| Condessa de Itapajipe             | 12 de dezembro de 1825  | Ana Romana de Aragão Calmon                          | Rio Itapajipe (Bahia)                                                 |        |
| Conde de Itamarati                | 17 de outubro de 1882   | Francisco José da Rocha Leão                         | Itamarati (Amazonas)                                                  |        |
| Conde de Itu                      | 31 de outubro de 1889   | Antônio de Aguiar Barros                             | Itu (São Paulo)                                                       |        |
| Conde de Lajes                    | 12 de outubro de 1826   | João Vieira de Carvalho Alexandre Vieira de Carvalho | Lajes (Rio Grande do Norte)                                           |        |
| Conde de Mesquita                 | 12 de agosto de 1885    | Jerônimo José de Mesquita                            | antroponímico                                                         |        |
| Conde de Moreira Lima             | 7 de maio de 1887       | Joaquim José Moreira Lima                            | antroponímico                                                         |        |
| Conde de Mota Maia                | 8 de agosto de 1888     | Cláudio Velho da Mota Maia                           | antroponímico                                                         |        |
| Conde de Nioaque                  | 8 de agosto de 1888     | Manuel Antônio da Rocha Faria                        | Nioaque (Mato Grosso do Sul)                                          |        |
| Conde de Nova Friburgo            | 1889                    | Bernardo Clemente Pinto Sobrinho                     | Nova Friburgo (Rio de Janeiro)                                        |        |
| Conde de Paraná                   | 12 de outubro de 1853   | Honório Hermeto Carneiro Leão                        | Paraná                                                                |        |
| Conde de Parnaíba                 |                         | Antônio de Queirós Teles                             | Santana de Parnaíba (São Paulo)                                       |        |
| Conde de Passé                    | 14 de março de 1860     | Antônio da Rocha Pita Argolo                         | Passé (Bahia)                                                         |        |
| Condessa de Pedra Branca          |                         | Luísa Margarida de Barros Portugal                   | Pedra Branca (Ceará)                                                  |        |
| Condessa da Piedade               | 13 de março de 1854     | Engrácia Maria da Costa Ribeiro Pereira              | Obras beneméritas feitas com o falecido marido, José Clemente Pereira |        |
| Conde do Pinhal                   | 7 de maio de 1887       | Antônio Carlos de Arruda Botelho                     | São Carlos do Pinhal, (São Paulo)                                     |        |
| Conde de Piratini                 | 20 de junho de 1885     | João Francisco Vieira Braga                          | Piratini (Rio Grande do Sul)                                          |        |
| Conde de Porto Alegre             | 1868                    | Manuel Marques de Sousa                              | Porto Alegre (Rio Grande do Sul)                                      |        |
| Conde de Prados                   |                         | Camilo Maria Ferreira Armond                         | Prados (Minas Gerais)                                                 |        |
| Condessa de Rio Novo              |                         | Mariana Claudina Pereira de Carvalho                 | Rio Novo (Minas Gerais)                                               |        |
| Conde de Rio Pardo                | 12 de outubro de 1827   | Tomás Joaquim Pereira Valente                        | Rio Pardo (Rio Grande do Sul)                                         |        |
| Conde de Santa Cruz               | 2 de dezembro de 1858   | D. Romualdo Antônio de Seixas                        | Santa Cruz (Rio de Janeiro)                                           |        |
| Conde de Santa Fé                 | 16 de maio de 1888      | D. Pedro Maria de Lacerda                            |                                                                       |        |
| Conde de Santo Agostinho          | 16 de maio de 1888      | D. José Pereira da Silva Barros                      | Santo Agostinho (Pernambuco) e Taubaté (São Paulo)                    |        |
| Conde de São Clemente             | 1888                    | Antônio Clemente Pinto Filho                         |                                                                       |        |
| Conde de São João das Duas Barras | 12 de outubro de 1826   | Joaquim Xavier Curado                                | São João das Duas Barras (Tocantins)                                  |        |
| Conde de São Salvador             | 7 de março de 1868      | D. Manuel Joaquim da Silveira                        | Salvador (Bahia)                                                      |        |
| Conde de São Simão                | 12 de outubro de 1826   | Paulo Fernandes Carneiro Viana                       |                                                                       |        |
| Conde de Sarapuí                  | 2 de dezembro de 1840   | Bento Antônio Vaía                                   | Rio Sarapuí (Rio de Janeiro)                                          |        |
| Conde de Serjimirim               | 16 de fevereiro de 1880 | Antônio da Costa Pinto                               | Sergimirim (Bahia)                                                    |        |
| Conde de Subaé                    |                         | Francisco Moreira de Carvalho                        | Subaé (Bahia)                                                         |        |
| Conde de Tamandaré                |                         | Joaquim Marques Lisboa                               | Tamandaré (Pernambuco)                                                |        |
| Conde de Tocantins                |                         | José Joaquim de Lima e Silva Sobrinho                | Tocantins                                                             |        |
| Conde de Três Rios                |                         | Joaquim Egídio de Sousa Aranha                       | Três Rios (Rio de Janeiro)                                            |        |
| Conde de Valença                  |                         | Estêvão Ribeiro de Resende                           | Valença (Rio de Janeiro)                                              |        |
| Conde de Vila Nova de São José    |                         | José Fernando Carneiro Leão                          |                                                                       |        |
|                                   |                         |                                                      |                                                                       |        |

## Observações
↑  A lista adota como padrão as normas ortográficas vigentes da língua portuguesa, mesmo que a escrita dalguns títulos difira dos topônimos associados que por ventura mantiveram a antiga grafia.